# Chronická respirační nemoc kura domácího
Klinicky zjevná infekce bakterií Mycoplasma gallisepticum (MG) u kura domácího se označuje jako chronická respirační nemoc (angl. chronic respiratory disease, CRD) a u krůt jako infekční sinusitida. Nemoc je charakterizována respiračními příznaky, kýcháním, výtokem z nosu a u krůt také často sinusitidou (zánět dutin nosních). Klinické příznaky se vyvíjejí pomalu a nemoc probíhá chronicky s vysokou morbiditou a relativně nízkou mortalitou. Vnímavost k onemocnění je zvýšena v nevyhovujících zoohygienických podmínkách, při nekvalitní výživě, po vakcinacích, při změně prostředí, v období pohlavního dospívání, tedy při všech stresových situacích.
Význam onemocnění je hospodářský i veterinární; zdravotní význam CRD pro člověka nemá. Ekonomické ztráty vznikají zejména konfiskací na porážce, zhoršenou konverzí krmiva, sníženou snáškou a finančními náklady na kontrolu výskytu nemoci, její léčbu a eliminaci.

## Historie a výskyt
První údaje o výskytu Mycoplasma spp. u drůbeže se v odborné literatuře vyskytují velmi brzy. Dodd (1905) popsal „oteklou hlavu“, jako jeden z příznaků onemocnění u krůt. Nelson (1933) popsal jako první při rýmě drůbeže nález kokobacilárních tělísek v nosním odměšku a pěstoval je v kuřecích embryích a dokonce i v buněčných kulturách. Lze říci, že to byly první případy, kdy autoři pracovali s bakterií M. gallisepticum (MG). Podobné onemocnění u krůt popsali Dickinson a Hinshaw (1938), kteří také navrhli označení „infekční sinusitida“. Později se podařilo původce sinusitidy, považovaného nejdříve za virus, kultivovat v kuřecích embryích a vyvolat s ním mykoplasmózu u kuřat. Nemoc označenou jako „chronická respirační nemoc“ popsali Delaplane a Stuart (1943). Markham a Wong (1952) kultivovali mykoplasmata z kuřat a krůt na pevných půdách a společně s van Roekelem a Olesiukem (1953) poukázali na jejich podobnost. Jungherr et al. (1955) popsali kultivační a biochemické vlastnosti mykoplasmat izolovaných z kuřat a krůt.
Onemocnění je celosvětové rozšířené, zejména v intenzivních chovech kura domácího a krůt. Díky intenzivním preventivním a eradikačním programům v posledních 25 letech se výskyt onemocnění snižuje. Přesto v některých velkochovech s odlišnými věkovými kategoriemi drůbeže problém přetrvává. Infekce MG se vyskytují i v drobnochovech.

## Příčina onemocnění (etiologie)

### Klasifikace a morfologie
Bakterie M. gallisepticum (MG) je patogenní druh z rodu Mycoplasma čeledě Mycoplasmataceae. MG se barví dobře podle Giemsy, je ale slabě gramnegativní. Tvar je kokoidní, průměrné velikosti 0,25-0,5 µm. Replikační cyklus pravděpodobně zahrnuje více způsobů reprodukce, pravděpodobně v závislosti na hostitelské buňce a podmínkách prostředí.

### Kultivace
MG vyžaduje komplexní médium obohacené 10-15 % teplem inaktivovovaného prasečího, ptačího nebo koňského séra. Pro ptačí mykoplasmata se používají tekuté i pevné kultivační půdy. Optimální podmínky růstu jsou pH 7.8 a teplota 37-38 °C. Tvorba kolonií na agaru vyžaduje delší inkubaci (2-5 dnů) a vlhkou atmosféru. Charakteristické kolonie jsou drobné, hladké, kruhovité, průhledné masy s hustou centrální zónou. Většinou jsou menší než 0,2-0,3 mm v průměru; často splývají. M. gallisepticum se také pomnožuje v kuřecích embryích.

### Biochemické vlastnosti
MG fermentuje glukózu a maltózu s produkcí kyseliny, ale ne plynu. Nefermentuje laktózu, dulcitol ani salicin. Sacharóza je vzácně fermentována; výsledky s galaktózou, fruktózou, trehalózou a mannitolem jsou variabilní.Nehydrolyzuje arginin a je fosfatáza negativní. Redukuje tetrazolium. MG způsobuje kompletní hemolýzu koňských erytrocytů inkorporovaných do agarového média; aglutinuje erytrocyty kura domácího a krůt.

### Odolnost v prostředí
Většina dezinfekčních prostředků inaktivuje M. gallisepticum. Je ale rezistentní na penicilin a octan thallný (1:4000), které se proto používají jako inhibitory bakteriální a plísňové kontaminace.
Buňky MG zůstávají životné v kuřecím trusu 1-3 dny při 20 °C a ve vaječném žloutku 18 týdnů při 37 °C nebo 6 týdnů při 20 °C. V infikovaných násadových vejcích je M. gallisepticum inaktivována za 12-14 hodin při 45,6 °C.

### Patogenita
Izoláty M. gallisepticum se liší patogenitou pro kuřecí embrya i kuřata, v závislosti na povaze izolátu, způsobů kultivace a počtu pasáží in vitro. Žloutek kuřecího embrya infikovaného MG je často virulentnější než bujónová kultura. Mortalita embryí je inhibována přítomností mateřských protilátek ve žloutku. Krůty jsou mnohem vnímavější k experimentální infekci než kur domácí.

## Vznik a šíření nemoci (epizootologie)

### Hostitel
Přirozeně se vyskytující infekce M. gallisepticum jsou nejčastější u kura domácí a krůt. MG ale byla také izolována u bažantů (Phasianus colchicus), orebic (Alectoris gracea), pávů (Pavo cristatus), virginských křepelek (Colinus virginianus), japonských křepelek (Coturnix coturnix japonica), u zlatého bažanta (Chrysolophus pictus), žlutohlavého amazoňana (Amazona ochrocephala auropalliata) i kachen a husí.
Izolace M. gallisepticum z volně žijících ptáků sice byly popsány, ale signifikantnost těchto zpráv nebyla potvrzena. Také patogenita MG pro takové ptáky není známa. Andulky experimentálně infikované MG reagovaly klinicky i patologicky (změny v průdušnici a vzdušných vacích), ale bez mortality.

### Přenos
MG se šíří horizontálně přímým kontaktem vnímavých kuřat nebo krůťat s infikovanými jedinci (aerogenně, kapénková infekce, prach, peří, latentně infikovaní nosiči) nebo nepřímo kontaminovaným prostředím (krmivo, voda). Vstupní branou při horizontální infekci je respirační trakt s následným katarálním zánětem sliznic horních cest dýchacích, vedlejších nosních dutin a vzdušných vaků. Velký epizootologický význam má vertikální přenos. M. gallisepticum byla izolována z vejcovodu infikovaných slepic a semene kohoutů. Přenos vejcem byl opakovaně experimentálně prokázán. Většina ptáků je infikována transovariálně, ale při dobré odolnosti hostitele přechází proces v inaparentní infekci a ptáci se stávají latentními nosiči.

## Projevy nemoci (symptomatologie)
Vznik a průběh onemocnění je ovlivňován věkem a konstitucí drůbeže, množstvím a virulencí původce a především predispozičními faktory (vysoká koncentrace drůbeže v halách, nepříznivé podmínky chovu jako vysoká prašnost prostředí, škodlivéplyny, přehřátí aj., dosažení pohlavní dospělosti, vakcinace, transport, dietetické závady, různá onemocnění a další stresory).
Inkubační doba po vertikální infekci je 4-6 dní; při horizontálním přenosu 14 dní i déle. Je ale ovlivňována predispozičními faktory, takže přesnější dobu v praktických podmínkách je těžké stanovit.

### Klinika
Infekce MG se šíří v hejnu pomalu a dlouhodobě přetrvává. Subklinické infekce se projevují převážně nižšími hmotnostními přírůstky, sníženým příjmem krmiva a redukcí snášky.
Onemocnění je charakterizováno vysokou morbiditou, mortalita je ovlivňována interkurentními infekcemi (E. coli, infekční bronchitida). V chovech brojlerů dochází k výskytům nejčastěji mezi 4. až 8. týdnem věku, u krůt ve věku 3-5 měsíců. U mladších ptáků je průběh nemoci horší; výskyt je také častější v chladnějším období. Líhnivost násadových vajec z postižených rozmnožovacích chovů (RCH) je zhoršená.
Typickými příznaky u kura domácího jsou tracheální chrapoty, hlenovitý až hnisavý výtok z nosu a kýchání, kterým se zvířata snaží zbavit hlenu nahromaděného v dýchacích cestách. Při postižení paranazálních dutin, podočnicových sinusů a spojivkového vaku se pozoruje zduření kůže na tvářích a očních víčkách, slzení a překrvení cév ve spojivce. Po překonání akutní fáze přechází nemoc do subklinicky probíhajícího chronického stavu, který se projevuje hlavně snížením užitkovosti. Někdy lze nemoc diagnostikovat pouze sérologicky.
Klinické příznaky u krůt jsou podobné jako u kura domácí s tím rozdílem, že zduření infraorbitálních sinusů je mnohem výraznější a může docházet až k deformacím tvaru hlavy.

### Patologie
Na počátku onemocnění nejsou vnitřní změny příliš výrazné. Zjišťuje se katarální, hlenovitý až hnisavý zánět nosní dutiny, paranazálních sinusů, průdušnice, průdušek a vzdušných vaků. Později exsudát houstne a může dutiny částečně nebo zcela vyplňovat, jakož i konjunktivální vak, a zatlačit oční bulbus. Sliznice průdušnice je pokryta šedým hlenem, popřípadě i žlutými pablánami. Serózy vzdušných vaků ztrácejí svůj průhledný vzhled, stávají se mléčně zakalenými, popřípadě jsou pokryty vločkami bledě žlutého exsudátu až souvislými fibrinovými vrstvami. Fibrinové povlaky se zjišťují i na vnitřních orgánech (perikarditida, perihepatitida), jako důsledek bakteriální kontaminace. Ojediněle se pozorují záněty kloubů a šlachových pochev. MG může také způsobovat zánět vejcovodu.

### Imunita
Po prodělané infekci vzniká buněčná i humorální imunita. Ale i imunní zvířata mohou být nosiči MG a přenášet infekci na další vnímavá zvířata kontaktem nebo vejcem na potomstvo. Protilátky v respiračních sekretech sliznice inhibují přilnutí MG k tracheálním epiteliálním buňkám.

## Diagnostika
Podezření na CRD vzbuzují jednak klinické příznaky, jednak dlouhá inkubační doba (na rozdíl od krátké ID při hemofilové rýmě). Pitevní nález není typický, větší význam mají histologické změny, a to lymfofolikulární reakce ve sliznici průdušnice, v plicích a ve stěně vzdušných vaků. Důležitá je izolace mykoplasmat a jejich sérologická typizace.

## Terapie a prevence
Aplikace antimikrobiálních látek v krmivu, pitné vodě nebo parenterálně zlepšuje zdravotní stav klinicky postižených hejn a snižuje i případné ztráty úhynem, ale nezajišťuje vymizení mykoplasmat z chovu. Výsledky léčby nejsou vždy jednoznačné, jsou ovlivňovány podmínkami jednotlivých chovů, věkem zvířat a také interkurentními infekcemi. Při dlouhodobé aplikaci navíc vzniká nebezpečí vzniku rezistence.
Vzhledem k častému vertikálnímu přenosu mykoplasmat a jejich subklinickému výskytu v chovech s negativním vlivem na užitkovost je vhodnější provádět komplexní eradikační programy, které vedou k vytvoření chovných hejn prostých mykoplasmat.
Prevence spočívá v zajištění optimálních zoohygienických podmínek chovných hejn, ochraně před zavlečením infekce, provádění zdravotních zkoušek před zahájením snášky, dodržování technologických postupů a turnusového způsobu chovu, pečlivě prováděné dezinfekci a asanaci objektů a prostředí. V případě vytvoření hejn prostých mykoplasmat v dodržování kontrolního programu.
V některých zemích se používá k ochraně chovů vakcinace. Existují komerční vakcíny živé i inaktivované. Názory na jejich používání se různí, takže se všeobecně nepoužívají.